# Vinita
Vinita è una città degli Stati Uniti, situata nello Stato dell'Oklahoma, nella contea di Craig, della quale è il capoluogo.